# Gran Premi di automobilismo 1919
La stagione dei Gran Premi del 1919 fu quella del ritorno alle competizioni Grand Prix dopo la I guerra mondiale.

## Grand prix della stagione
| Nome                  | Circuito     | Data        | Vincitore     | Auto       |
| --------------------- | ------------ | ----------- | ------------- | ---------- |
| Indianapolis 500      | Indianapolis | 31 maggio   | Howard Wilcox | Peugeot    |
| Elgin National Trophy | Elgin        | 23 agosto   | Tommy Milton  | Duesenberg |
| Targa Florio          | Madonie      | 23 novembre | André Boillot | Peugeot    |